# 6010 Lyzenga
6010 Lyzenga è un asteroide della fascia principale. Scoperto nel 1990, presenta un'orbita caratterizzata da un semiasse maggiore pari a 2,5729167 UA e da un'eccentricità di 0,1780312, inclinata di 12,77296° rispetto all'eclittica.
L'asteroide è dedicato al geofisico americano Gregory Allen Lyzenga.